# 631 Филипина
631 Филипина (енгл. 631 Philippina) је астероид главног астероидног појаса. Приближан пречник астероида је 57,65 ,
а средња удаљеност астероида од Сунца износи 2,791 астрономских јединица (АЈ).
Инклинација (нагиб) орбите у односу на раван еклиптике је 18,932 степени, а орбитални период износи 1703,099 дана (4,662 године). Ексцентрицитет орбите астероида износи 0,084.
Апсолутна магнитуда астероида износи 8,70 а геометријски албедо 0,176.
Астероид је откривен 21. марта 1907. године.